# Konung Gustaf III (1777)
Konung Gustaf III, officiellt HM Linjeskepp Konung Gustaf III, var ett linjeskepp i svenska flottan. Bestyckningen utgjordes av 70 kanoner av olika storlekar på två batteridäck. Konung Gustaf III byggdes på Karlskrona örlogsvarv efter ritningar av Fredrik Henrik af Chapman och sjösattes 1777.

## Tjänstgöringshistorik
Under Gustav III:s ryska krig 1789-1790  var hon chefsfartyg för linjeflottan under befäl av Hertig Karl av Södermanland i hans position som storamiral, och deltog i slagen vid Hogland 1788, Ölands södra udde 1789 och Viborg 1790. Fartyget ingick även i den svensk-brittiska eskader som opererade i Finska viken under Finska kriget 1808-09, varefter hon användes som blockskepp i Karlskrona. Åren 1812-1814 togs hon åter i linjetjänst men utrangerades slutgiltigt 1825 och höggs därefter upp. 

## Fartygschefer
- 1788-1790 - Eric af Klint.[1]

## Bilder

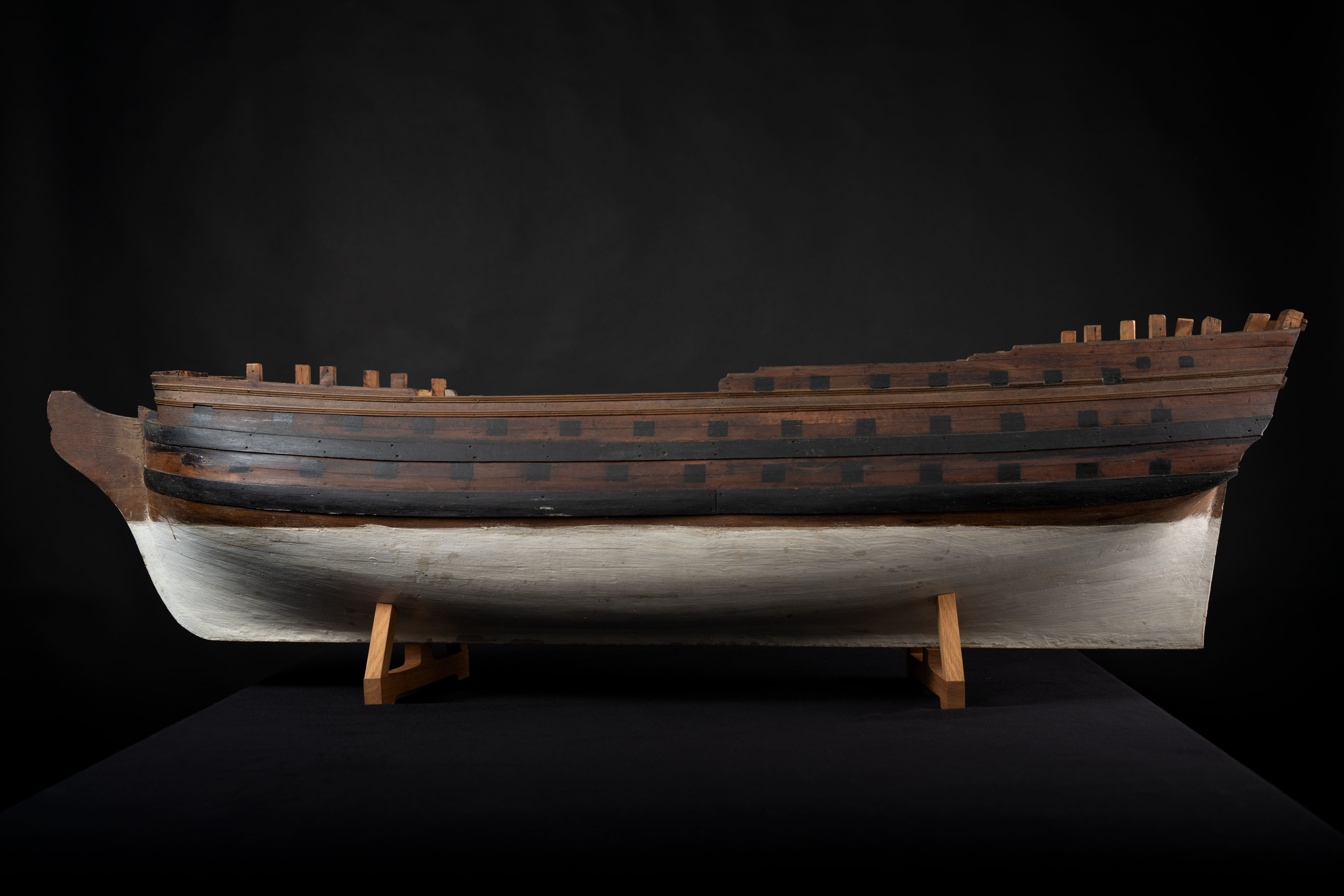
Modell som visar hur skrovet såg ut på Konung Gustaf III.
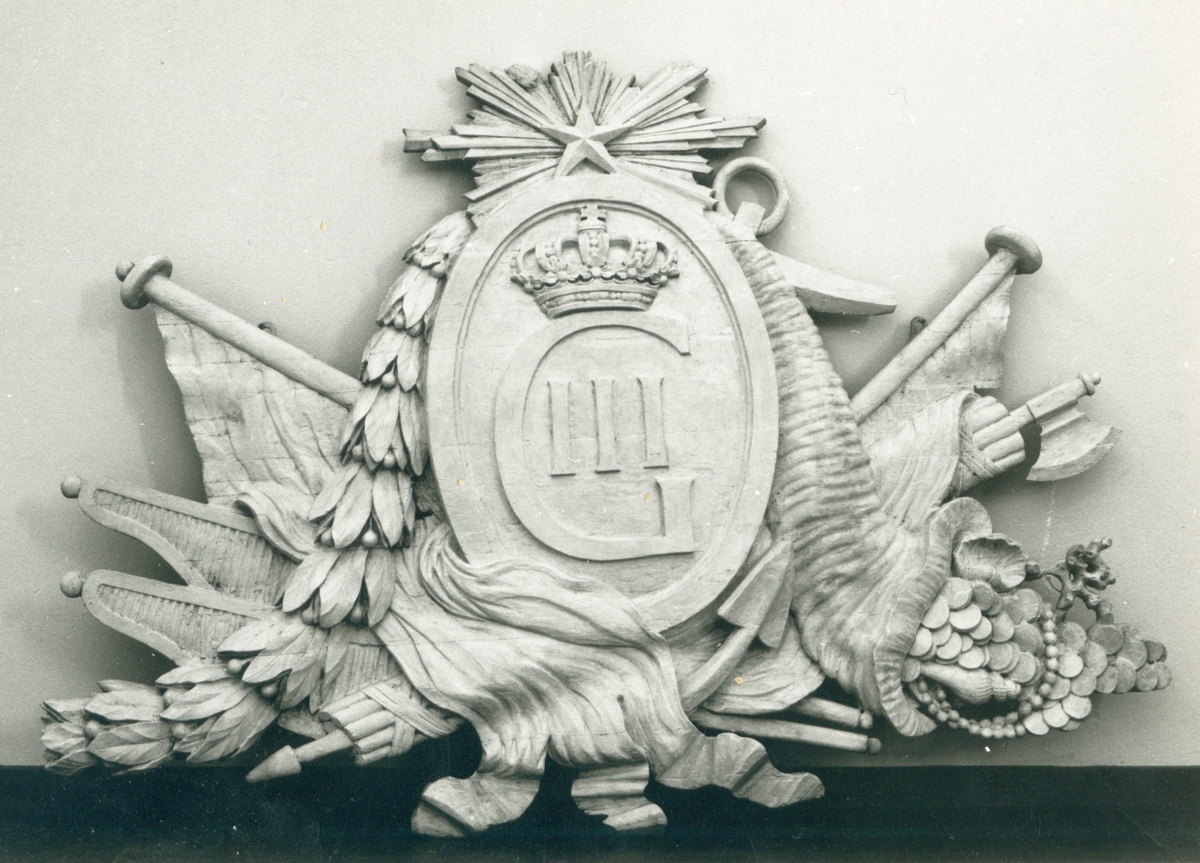
Konung Gustaf III:s akterspegelornament på Sjöhistoriska museet i Stockholm.
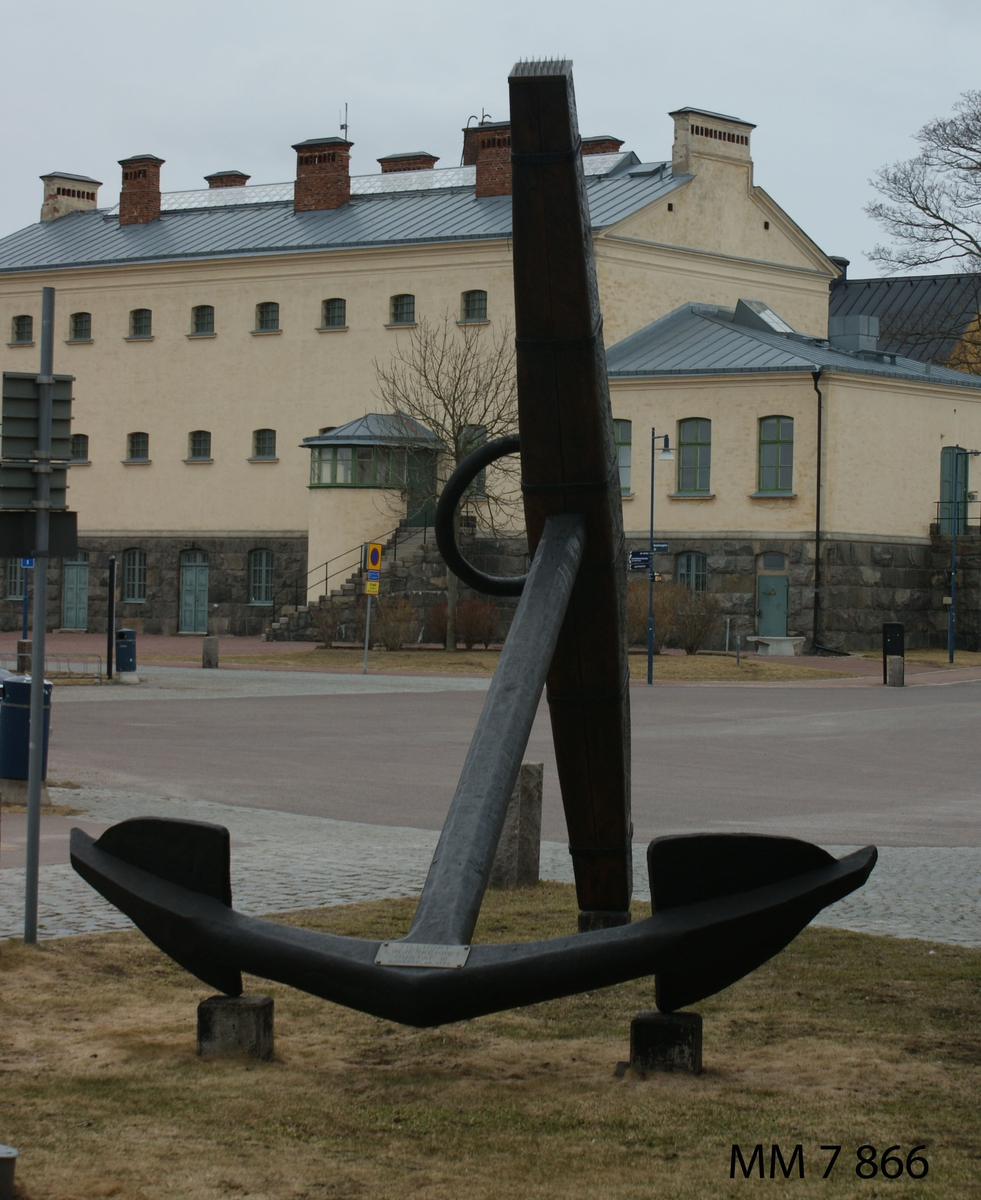
Ankare som tillhört skeppet Konung Gustaf III, utanför Marinmuseum i Karlskrona.
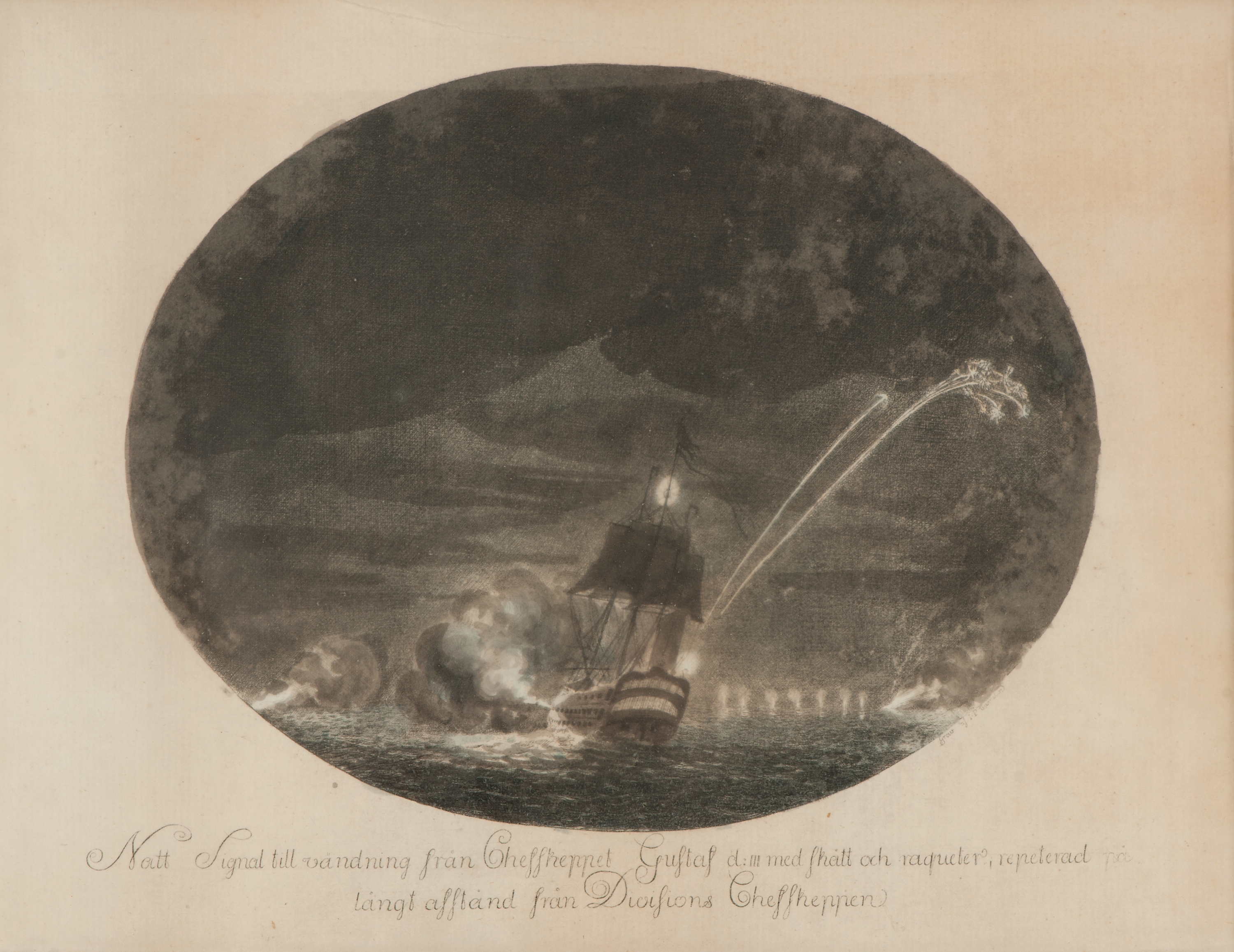
Konung Gustaf III avger nattsignalen Klart till vändning under Gustav III:s ryska krig. Akvarell av Johan Petter Cumelin.
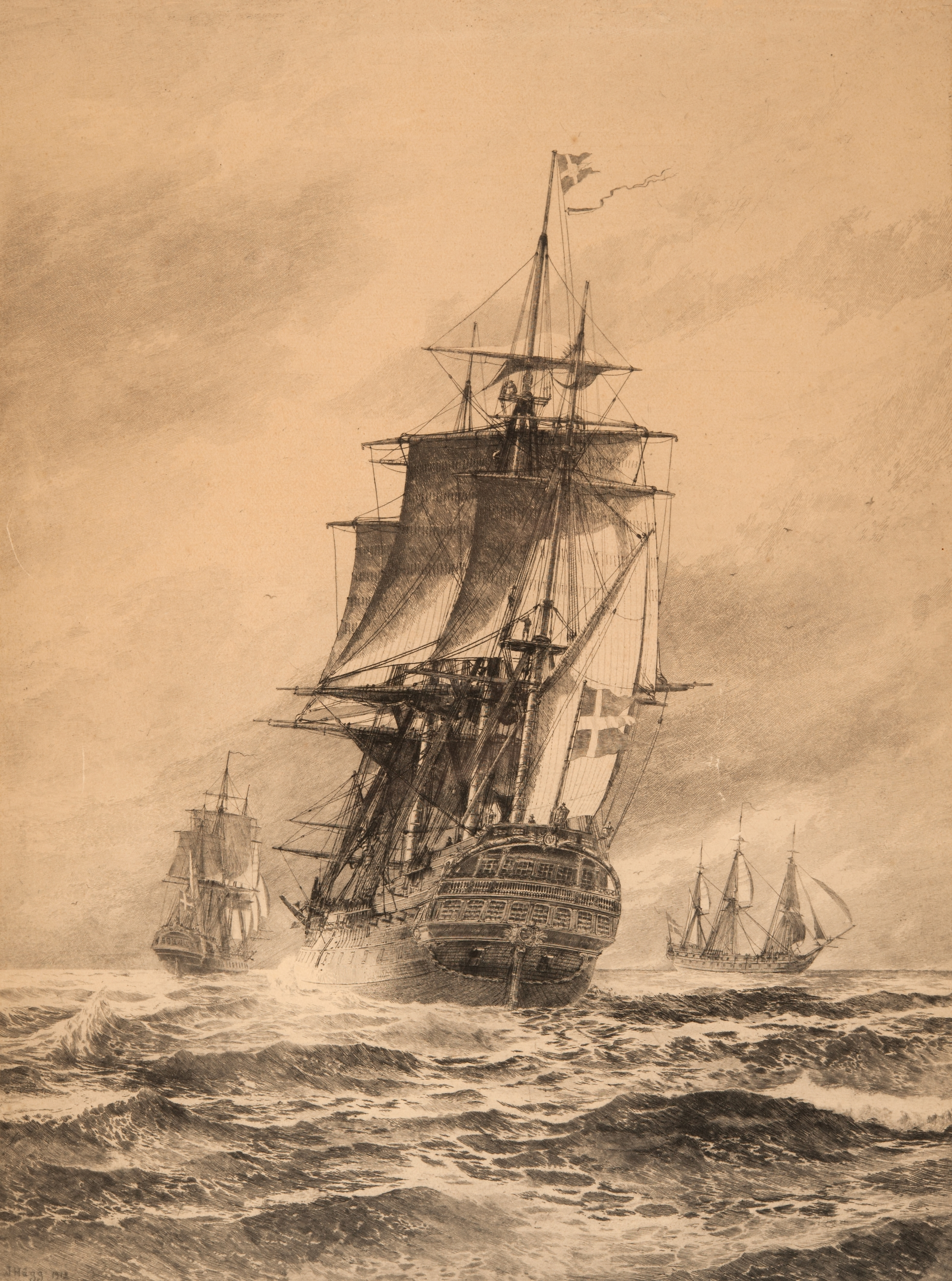
Konung Gustaf III av Jacob Hägg.